# Koninklijke Voetbalclub Kortrijk
El Koninklijke Voetbalclub Kortrijk, más conocido como KV Kortrijk, es un club de fútbol belga de la ciudad de Cortrique (en neerlandés: Kortrijk, en francés: Courtrai), en la provincia de Flandes Occidental. Fundado en 1901, tiene la matrícula n.º 19 y actualmente juega en la Segunda División de Bélgica, la segunda categoría nacional.

## Historia
El equipo nace el 14 de marzo de 1901 bajo la denominación de Sporting Club Courtraisien y debutó en Primera en el año 1906. Este club recibió la matrícula n.º 19 cuando se instauraron las mismas en 1926. Posteriormente este equipo se fusionó con otros clubes: el FC Courtraisien en 1919 (pasando a llamarse Kortrijk Sport en 1951) y el Stade Kortrijk en 1971. Este club se conoce desde entonces como KV Kortrijk. En los años 80 este equipo jugó en Primera División hasta 1992, regresando brevemente en 1998.
En marzo de 2001 el club, que había estado luchando con problemas financieros durante varias temporadas, quebró. Bajo el liderazgo de Joseph Allijns, se inició el grupo CVBA Kortrijk Voetbalt, lo que permitió que el club terminara la temporada. Al final de la temporada 2003/04 volvió a ascender a Segunda División tras una buena temporada. 
Esta temporada en Segunda división no fue muy buena. El entrenador Rudi Verkempinck fue despedido tras siete jornadas y el director deportivo Manu Ferrera asumió el cargo de entrenador, pero no logró ascender al club a Primera. Con la llegada de Hein Vanhaezebrouck en 2007, el fútbol ofensivo se convirtió en el sello distintivo del equipo. Vanhaezebrouck llegó a la ronda final en su primera temporada, pero no se ascendió. En la temporada 2007/08 logró ascender como campeón. El KV Kortrijk se proclamó campeón por segunda vez en la historia y volvió a ser uno de los dieciocho equipos de primera división. También en la Copa de Bélgica no había pasado desapercibido bajo el reinado de Vanhaezebrouck. Fue capaz de llegar a los 1/4 de final dos años seguidos.
Justo en el año en que volvía Kortrijk a jugar en Primera División, al menos tres equipos descendían a Segunda División debido a las reformas de la liga. El equipo logró asegurar la permanencia en la última jornada.
Tras la salida de Vanhaezebrouck al año siguiente, Georges Leekens se convirtió en entrenador. Al final de la temporada regular, KV Kortrijk terminó cuarto en la clasificación con 45 puntos. Así el equipo logró clasificarse para el play-off I, donde finalmente terminó en 5° lugar. Esa es la mejor actuación del club en la historia. Al año siguiente, Vanhaezebrouck volvió al frente del club.
El 8 de febrero de 2012 se clasificó por primera vez para la final de la Copa de Bélgica. En la final del 24 de marzo de 2012, KSC Lokeren venció 1-0 al Kortrijk.
Después de la salida de Vanhaezebrouck en el verano de 2014, Yves Vanderhaeghe fue ascendido a entrenador. En su año de debut como entrenador, se clasificó a la eliminatoria I al terminar en 5° lugar en la liga regular. Poco después de la extensión de su contrato como entrenador, Vanderhaeghe se mudó al KV Oostende junto con todo el cuerpo técnico . Para la temporada siguiente, Johan Walem fue nombrado nuevo entrenador en jefe y el exjugador francés Karim Belhocine se convirtió en su asistente.
El 12 de mayo de 2015, se anunció que el empresario malayo Vincent Tan, que ya es dueño del Cardiff City y del FK Sarajevo, se haría cargo del equipo.
El 8 de febrero de 2016, el club echó a Walem debido a resultados decepcionantes. Le sucedió su ayudante Karim Belhocine. En abril Patrick De Wilde se incorporó al cuerpo técnico porque Belhocine no tenía el título de entrenador acreditado. Con ello KV Kortrijk cumplió con las condiciones de la licencia de la asociación de fútbol. En la temporada 2015/2016, el club terminó en el noveno lugar de la liga y llegó a la final de la eliminatoria II, perdiendo ante el Sporting Charleroi.
En la temporada 2016-2017, el club comenzó con Bart Van Lancker como entrenador en jefe y Karim Belhocine como Director Deportivo de Asuntos de Fútbol. En ese momento, el francés aún no tenía los títulos adecuados para poder asumir el cargo de entrenador en jefe. Ese año, los Chicos terminaron en décimo lugar en la temporada regular. En el renovado play-off II, el club ocupó el cuarto lugar. Al final de la temporada se anunció que el francés se convertiría en el director deportivo del club en la temporada siguiente.
El griego Yannis Anastasiou se estrena en el verano de 2017, tras un paso menor en el Roda JC Kerkrade, como entrenador. Debido a que los resultados continuaron decepcionando, el griego fue despedido el 8 de noviembre de 2017. A partir de entonces, Glen De Boeck fue nombrado nuevo entrenador, y junto con Lorenzo Staelens y Wouter Vrancken forma el cuerpo técnico. Bajo su liderazgo se mejoró. No se llegó a la final de la Copa de Bélgica y hasta el último día de juego hubo una batalla por un puesto en el play-off.
Incluso antes del inicio de la eliminatoria II, se anunció que el club y Glen De Boeck habían acordado un contrato indefinido. En el Grupo 2A de los playoffs, quedaron segundos en su grupo con 19 puntos y perdió la final del playoff II. El delantero Teddy Chevalier terminó segundo en la clasificación de máximos goleadores en esta temporada.
En el verano de 2018, sin embargo, surgieron problemas entre el entrenador y la directiva. Por ejemplo, no querían ampliar el contrato de su mano derecha Lorenzo Staelens en el KV Kortrijk. Su otro asistente, Wouter Vrancken, se fue al KV Mechelen en agosto de 2018 . Además, los preparativos no pudieron desarrollarse en condiciones óptimas y también hubo una primera mitad de temporada cambiante. Por lo tanto, en noviembre de 2018, el entrenador fue destituido. El mismo día, Yves Vanderhaeghe fue nombrado entrenador en jefe. 
En abril de 2020, se anunció que Royal Excel Mouscron había tomado la iniciativa de las conversaciones de fusión con KV Kortrijk. El vecino valón de la provincia de Hainaut inicialmente no recibió una licencia para la clase más alta de fútbol. KSV Roeselare también estaría involucrado en las conversaciones, a quien tampoco se le asignó una licencia profesional y estaba en necesidad financiera. El presidente Joseph Allijns reaccionó con entusiasmo, mientras que los partidarios reaccionaron con furia ante los planes de fusión.
El 25 de julio de 2020 el presidente Joseph Allijns decidió renunciar a la junta directiva tras 19 años, Ronny Verhelst se convirtió en nuevo presidente del club.

## Uniforme
- Uniforme titular: Camiseta roja, pantalón rojo y medias blancas.
- Uniforme alternativo: Camiseta, pantalón y medias blancas.

## Estadio
El club juega sus partidos como local en el Guldensporen Stadion, un campo situado en Cortrique y con capacidad para aproximadamente 9.400 espectadores.
Fue construido en el año 1947 y su superficie está hecha de césped natural.

## Estadísticas del club
| Temporada                                                      | División | División | División | División | División | Denominación                           | Puntos                                 | Observaciones |                                                       |
|                                                                | I        | I        | II       | III      | IV       |                                        |                                        | |                                                       |
| -------------------------------------------------------------- | -------- | -------- | -------- | -------- | -------- | -------------------------------------- | -------------------------------------- | --- | ----------------------------------------------------- |
| como Sporting Club Courtraisien                                |          |          |          |          |          |                                        |                                        | |                                                       |
| 1906/07                                                        | 8        | 8        |          |          |          | Primera                                | 100                                    | |                                                       |
| 1907/08                                                        | 8        | 8        |          |          |          | Primera                                | 9                                      | |                                                       |
| 1908/09                                                        | 9        | 9        |          |          |          | Primera                                | 13                                     | |                                                       |
| 1909/10                                                        | 11       | 11       |          |          |          | Primera                                | 11                                     | |                                                       |
| 1910/11                                                        | 12       | 12       |          |          |          | Primera                                | 7                                      | |                                                       |
| 1911/12                                                        |          |          | 3        |          |          | Segunda                                | 27                                     | |                                                       |
| 1912/13                                                        |          |          | 7        |          |          | Segunda                                | 19                                     | |                                                       |
| 1913/14                                                        |          |          | 9        |          |          | Segunda                                | 19                                     | |                                                       |
| 1914/15                                                        |          |          |          |          |          |                                        |                                        | sin competición por I Guerra Mundial |                                                       |
| 1915/16                                                        |          |          |          |          |          |                                        |                                        | sin competición por I Guerra Mundial |                                                       |
| 1916/17                                                        |          |          |          |          |          |                                        |                                        | sin competición por I Guerra Mundial |                                                       |
| 1917/18                                                        |          |          |          |          |          |                                        |                                        | sin competición por I Guerra Mundial |                                                       |
| 1918/19                                                        |          |          |          |          |          |                                        |                                        | sin competición por I Guerra Mundial |                                                       |
| como Courtrai Sport                                            |          |          |          |          |          |                                        |                                        | |                                                       |
| 1919/20                                                        |          |          | 9        |          |          | Segunda                                | 18                                     | |                                                       |
| 1920/21                                                        |          |          | 10       |          |          | Segunda                                | 16                                     | |                                                       |
| 1921/22                                                        |          |          | 11       |          |          | Segunda                                | 20                                     | |                                                       |
| 1922-23                                                        |          |          |          |          | ?        | Primera Prov.                          | ?                                      | |                                                       |
| 1923-24                                                        |          |          |          |          | ?        | Primera Prov.                          | ?                                      | |                                                       |
| 1924/25                                                        |          |          |          | 7        |          | Tercera B                              | 27                                     | |                                                       |
| 1925/26                                                        |          |          |          | 9        |          | Tercera A                              | 25                                     | |                                                       |
| 1926/27                                                        |          |          |          | 1        |          | Tercera A                              | 41                                     | |                                                       |
| 1927/28                                                        |          |          | 12       |          |          | Segunda                                | 20                                     | |                                                       |
| 1928/29                                                        |          |          |          | 2        |          | Tercera A                              | 34                                     | |                                                       |
| 1929/30                                                        |          |          |          | 13       |          | Tercera A                              | 17                                     | |                                                       |
| 1930/31                                                        |          |          |          |          | 1        | Primera Prov.                          | 36                                     | |                                                       |
| 1931/32                                                        |          |          |          | 5        |          | Tercera A                              | 29                                     | |                                                       |
| 1932/33                                                        |          |          |          | 5        |          | Tercera A                              | 29                                     | |                                                       |
| 1933/34                                                        |          |          |          | 7        |          | Tercera A                              | 26                                     | |                                                       |
| 1934/35                                                        |          |          |          | 8        |          | Tercera A                              | 25                                     | |                                                       |
| 1935/36                                                        |          |          |          | 2        |          | Tercera D                              | 33                                     | |                                                       |
| 1936/37                                                        |          |          |          | 5        |          | Tercera D                              | 30                                     | |                                                       |
| 1937/38                                                        |          |          |          | 9        |          | Tercera D                              | 22                                     | |                                                       |
| 1938/39                                                        |          |          |          | 6        |          | Tercera C                              | 27                                     | |                                                       |
| 1939/40                                                        |          |          |          |          |          |                                        |                                        | sin competición por II Guerra Mundial |                                                       |
| 1940/41                                                        |          |          |          |          |          |                                        |                                        | sin competición por II Guerra Mundial |                                                       |
| 1941/42                                                        |          |          |          | 2        |          | Tercera A                              | 28                                     | |                                                       |
| 1942/43                                                        |          |          |          | 1        |          | Tercera D                              | 46                                     | |                                                       |
| 1943/44                                                        |          |          | 10       |          |          | Segunda A                              | 25                                     | |                                                       |
| 1943/44                                                        |          |          |          |          |          |                                        |                                        | sin competición por II Guerra Mundial |                                                       |
| 1945/46                                                        |          |          | 6        |          |          | Segunda                                | 35                                     | |                                                       |
| 1946/47                                                        |          |          | 5        |          |          | Segunda B                              | 37                                     | |                                                       |
| 1947/48                                                        |          |          | 6        |          |          | Segunda                                | 30                                     | |                                                       |
| 1948/49                                                        |          |          | 6        |          |          | Segunda B                              | 34                                     | |                                                       |
| 1949/50                                                        |          |          | 8        |          |          | Segunda                                | 31                                     | |                                                       |
| 1950/51                                                        |          |          | 2        |          |          | Segunda B                              | 40                                     | |                                                       |
| 1951/52                                                        |          |          | 8        |          |          | Segunda                                | 33                                     | |                                                       |
|                                                                | I        | I        | II       | III      | IV       | desde 1952/53 hay 4 niveles nacionales | desde 1952/53 hay 4 niveles nacionales | desde 1952/53 hay 4 niveles nacionales | desde 1952/53 hay 4 niveles nacionales                |
| 1952/53                                                        |          |          | 10       |          |          | Segunda                                | 28                                     | |                                                       |
| 1953/54                                                        |          |          | 9        |          |          | Segunda                                | 29                                     | |                                                       |
| 1954/55                                                        |          |          | 10       |          |          | Segunda                                | 29                                     | |                                                       |
| 1955/56                                                        |          |          | 10       |          |          | Segunda                                | 28                                     | |                                                       |
| 1956/57                                                        |          |          | 5        |          |          | Segunda                                | 33                                     | |                                                       |
| 1957/58                                                        |          |          | 13       |          |          | Segunda                                | 24                                     | |                                                       |
| 1958/59                                                        |          |          | 9        |          |          | Segunda                                | 30                                     | |                                                       |
| 1959/60                                                        |          |          | 11       |          |          | Segunda                                | 28                                     | |                                                       |
| 1960/61                                                        |          |          | 13       |          |          | Segunda                                | 25                                     | |                                                       |
| 1961/62                                                        |          |          | 13       |          |          | Segunda                                | 25                                     | |                                                       |
| 1962/63                                                        |          |          | 14       |          |          | Segunda                                | 22                                     | |                                                       |
| 1963/64                                                        |          |          | 16       |          |          | Segunda                                | 7                                      | |                                                       |
| 1964/65                                                        |          |          |          | 6        |          | Tercera A                              | 31                                     | |                                                       |
| 1965/66                                                        |          |          |          | 12       |          | Tercera B                              | 24                                     | |                                                       |
| 1966/67                                                        |          |          |          | 15       |          | Tercera A                              | 23                                     | |                                                       |
| 1967/68                                                        |          |          |          |          | 2        | Cuarta A                               | 37                                     | |                                                       |
| 1968/69                                                        |          |          |          |          | 1        | Cuarta A                               | 41                                     | |                                                       |
| 1969/70                                                        |          |          |          | 14       |          | Tercera A                              | 24                                     | |                                                       |
| 1970/71                                                        |          |          |          | 15       |          | Tercera B                              | 22                                     | |                                                       |
| como KV Kortrijk (fusión de Kortrijk Sport con Stade Kortrijk) |          |          |          |          |          |                                        |                                        | |                                                       |
| 1971/72                                                        |          |          |          |          | 1        | Cuarta D                               | 47                                     | |                                                       |
| 1972/73                                                        |          |          |          | 2        |          | Tercera B                              | 42                                     | debido a la fusión de Racing White y Daring Molenbeek para convertirse en RWDM una plaza quedó libre. KV Kortrijk ganó partido por el ascenso al Waterschei por 4-2.   |                                                       |
| 1973/74                                                        |          |          | 11       |          |          | Segunda                                | 29                                     | |                                                       |
| 1974/75                                                        |          |          | 6        |          |          | Segunda                                | 34                                     | |                                                       |
| 1975/76                                                        |          |          | 4        |          |          | Segunda                                | 37                                     | gana play-off con 10 puntos |                                                       |
| 1976/77                                                        | 12       | 12       |          |          |          | Primera                                | 32                                     | |                                                       |
| 1977/78                                                        | 16       | 16       |          |          |          | Primera                                | 24                                     | |                                                       |
| 1978/79                                                        | 18       | 18       |          |          |          | Primera                                | 20                                     | |                                                       |
| 1979/80                                                        |          |          | 2        |          |          | Segunda                                | 41                                     | gana play-off con 12 puntos |                                                       |
| 1980/81                                                        | 13       | 13       |          |          |          | Primera                                | 30                                     | |                                                       |
| 1981/82                                                        | 6        | 6        |          |          |          | Primera                                | 38                                     | |                                                       |
| 1982/83                                                        | 11       | 11       |          |          |          | Primera                                | 29                                     | |                                                       |
| 1983/84                                                        | 12       | 12       |          |          |          | Primera                                | 29                                     | |                                                       |
| 1984/85                                                        | 13       | 13       |          |          |          | Primera                                | 27                                     | |                                                       |
| 1985/86                                                        | 15       | 15       |          |          |          | Primera                                | 25                                     | |                                                       |
| 1986/87                                                        | 15       | 15       |          |          |          | Primera                                | 24                                     | |                                                       |
| 1987/88                                                        | 9        | 9        |          |          |          | Primera                                | 31                                     | |                                                       |
| 1988/89                                                        | 8        | 8        |          |          |          | Primera                                | 35                                     | |                                                       |
| 1989/90                                                        | 7        | 7        |          |          |          | Primera                                | 33                                     | |                                                       |
| 1990/91                                                        | 15       | 15       |          |          |          | Primera                                | 25                                     | |                                                       |
| 1991/92                                                        | 17       | 17       |          |          |          | Primera                                | 20                                     | |                                                       |
| 1992/93                                                        |          |          | 12       |          |          | Segunda                                | 25                                     | |                                                       |
| 1993/94                                                        |          |          | 6        |          |          | Segunda                                | 50                                     | |                                                       |
| 1994/95                                                        |          |          | 8        |          |          | Segunda                                | 51                                     | |                                                       |
| 1995/96                                                        |          |          | 4        |          |          | Segunda                                | 58                                     | cuarto en play-off con 6 puntos |                                                       |
| 1996/97                                                        |          |          | 7        |          |          | Segunda                                | 53                                     | |                                                       |
| 1997/98                                                        |          |          | 2        |          |          | Segunda                                | 71                                     | Ganador de la ronda final con 13 puntos |                                                       |
| 1998/99                                                        | 17       | 17       |          |          |          | Primera                                | 25                                     | |                                                       |
| 1999/00                                                        |          |          | 16       |          |          | Segunda                                | 38                                     | Derrota en la ronda final contra K. Heusden-Zolder |                                                       |
| 2000/01                                                        |          |          |          | 6        |          | Tercera A                              | 45                                     | Debido a la quiebra, el KV Kortrijk tendría que descender a Cuarta, pero al ganar la final al RCS Visétois, el club "ascendió" para que de hecho se quedara en Tercera |                                                       |
| 2001/02                                                        |          |          |          | 10       |          | Tercera A                              | 40                                     | |                                                       |
| 2002/03                                                        |          |          |          | 5        |          | Tercera A                              | 40                                     | |                                                       |
| 2003/04                                                        |          |          |          | 2        |          | Tercera A                              | 63                                     | ganó play-off contra KV Turnhout |                                                       |
| 2004/05                                                        |          |          | 7        |          |          | Segunda                                | 48                                     | |                                                       |
| 2005/06                                                        |          |          | 5        |          |          | Segunda                                | 52                                     | |                                                       |
| 2006/07                                                        |          |          | 3        |          |          | Segunda                                | 67                                     | cuarto en play-off con 0 puntos |                                                       |
| 2007/08                                                        |          |          | 1        |          |          | Segunda                                | 76                                     | |                                                       |
| 2008/09                                                        | 14       | 14       |          |          |          | Primera                                | 38                                     | |                                                       |
| 2009/10                                                        | 5        | 5        |          |          |          | Primera                                | 33                                     | Después de la liga regular, Kortrijk quedó en cuarto lugar |                                                       |
| 2010/11                                                        | 10       | 10       |          |          |          | Primera                                | 38                                     | En el Play-off 2 consiguió 3 puntos |                                                       |
| 2011/12                                                        | 6        | 6        |          |          |          | Primera                                | 34                                     | Después de la competencia regular, Kortrijk quedó en sexto lugar |                                                       |
| 2012/13                                                        | 9        | 9        |          |          |          | Primera                                | 39                                     | En el Play-off 2 consiguió 2 puntos |                                                       |
| 2013/14                                                        | 8        | 8        |          |          |          | Primera                                | 39                                     | Ganador del grupo Play-off 2, último Play off 2 perdido contra KV Oostende por penaltis                                                                                |                                                       |
| 2014/15                                                        | 6        | 6        |          |          |          | Primera                                | 34                                     | Después de la liga regular, Kortrijk quedó en quinto lugar |                                                       |
| 2015/16                                                        | 9        | 9        |          |          |          | Primera                                | 39                                     | Ganador de grupo Play-off 2, final Play off 2 perdido contra Sporting Charleroi                                                                                        |                                                       |
|                                                                | 1A       | 1B       | 1Am      | 2Am      | 3Am      |                                        |                                        | desde 2016-17 hay 3 niveles nacionales y 2 regionales | desde 2016-17 hay 3 niveles nacionales y 2 regionales |
| 2016/17                                                        | 10       |          |          |          |          | Primera                                | 31                                     | |                                                       |
| 2017/18                                                        | 7        |          |          |          |          | Primera                                | 42                                     | |                                                       |
| 2018/19                                                        | 8        |          |          |          |          | Primera                                | 43                                     | |                                                       |
| 2019/20                                                        | 11       |          |          |          |          | Primera                                | 33                                     | La competición terminó tras 29 jornadas debido a la crisis del covid-19; KV Kortrijk estaba en el puesto 11º con 33 puntos                                             |                                                       |
| 2020/21                                                        | 14       |          |          |          |          | Primera                                | 39                                     | |                                                       |
| 2021/22                                                        | 13       |          |          |          |          | Primera                                | 37                                     | |                                                       |
| 2022/23                                                        | 14       |          |          |          |          | Primera                                | 31                                     | |                                                       |
| 2023/24                                                        | 14       |          |          |          |          | Primera                                | 31                                     | |                                                       |
| 2024/25                                                        | 15       |          |          |          |          | Primera                                | 37                                     | descenso al quedar tercero en el play-off |                                                       |

## Palmarés
- Copa de Bélgica:
  - Finalista (1): 2011-12
- Segunda División de Bélgica (2):
  - Campeón (2): 1905-06, 2007-08
- Segunda División de Bélgica con playoff final:
  - Ganador (3): 1976, 1980, 1998